# Groupe Canal+
Groupe Canal+ é uma empresa francesa de mídia de massa. É propriedade e controlada pela Vivendi e tem uma biblioteca de filmes em excesso de 5.000 filmes. A Vivendi vendeu algumas partes do Canal Plus para empresas de investidores privados que ainda usam o nome de Canal Plus. Está sediada em Issy-les-Moulineaux, nos subúrbios de Paris.
O Wall Street Journal descreveu o Canal Plus como "o maior financiador da indústria cinematográfica francesa, amado pelos cineastas franceses".
É uma importante fonte de financiamento para a produção cinematográfica nacional, participando no financiamento da grande maioria dos filmes produzidos na França. Também possui subsidiárias próprias com envolvimento direto na produção cinematográfica.
StudioCanal, uma dessas subsidiárias, anunciou em 2011 que passaria a gastar 200 milhões de euros por ano na produção de filmes, estabelecendo sua posição como "o primeiro porto de escala fora dos EUA para filmes inteligentes de luxo", como Tinker Tailor Soldier Spy  que é totalmente financiado pelo estúdio.

## Divisões
- Canal+ – canal de TV premium (França metropolitana, Caribe, África, Pacífico Sul, Oceano Índico, Ásia)
  - Canal+ Cinéma – canal de TV premium dedicado ao filme
  - Canal+ Sport – canal de TV premium dedicado a programas esportivos
  - Canal+ kids – canal de TV premium dedicado à programação familiar
  - CANAL+ docs
  - Canal+ Séries – canal de TV premium dedicado a séries
  - Canal+ Décalé – canal de TV premium, transmissão atrasada de programas do Canal+
  - Ciné+ – conjunto de seis canais temáticos de televisão por cabo
  - Clique TV – canal de tv a cabo
  - Comédie+ (anteriormente Comédie!) – canal de TV a cabo dedicado a programas humorísticos
  - CStar Hits France – canal de TV a cabo dedicado a programas musicais
  - Foot+ – canal de TV a cabo dedicado ao futebol
  - Rugby+ – canal de TV a cabo dedicado ao futebol de rugby
  - Golf+ – canal de TV a cabo dedicado ao golfe
  - Infosport+ – canal de notícias de TV a cabo dedicado ao esporte
  - Piwi+ (antigamente Piwi) – canal de TV a cabo dedicado a programas infantis
  - Planète+ – canal de TV a cabo dedicado a documentários
  - Planète+ adventure – canal de TV a cabo dedicado a documentários dos canais A&E Networks
  - Planète+ crime– canal de TV a cabo dedicado a documentários sobre crimes
  - Polar+ – canal de TV a cabo dedicado a filmes
  - Seasons – canal de TV a cabo dedicado a documentários
  - Télétoon+ (antigamente Télétoon) – canal de TV a cabo dedicado à animação
  - Teletoon+ (antigamente Minimax/ZigZap) – canal de TV a cabo dedicado à transmissão de animação na Polônia
  - MiniMini+ (antigamente MiniMini) – canal de TV a cabo dedicado a séries animadas para crianças de 3 a 8 anos
  - CNews (antigamente i>Télé) – canal de notícias gratuito
  - C8 – canal ao ar livre
  - CStar – canal aberto dedicado a programas musicais
  - MyCanal – serviço de streaming gratuito para assinantes do Canal+ para transmitir a programação do canal ao vivo e sob demanda
  - CanalPlay – serviço sob demanda
  - Canal+ International – canal premium francês internacional com programação do Canal + e seus vários outros canais
- Canal+ Régie – rede publicitária para os canais do grupo e o operador de cinema UGC
- Canal+ (provider) – provedor de TV por satélite
- M7 Group – prestador de serviços de televisão com sede no Luxemburgo
  - Canal Digitaal (Holanda)
  - Direct One (Hungria)
  - Focus Sat (Romênia)
  - HD Austria (Áustria)
  - Online.nl (Holanda)
  - Skylink (República Checa, Eslováquia)
  - Télésat (Bélgica, Luxemburgo)
  - TV Vlaanderen (região da Flandres na Bélgica)
- StudioCanal – produtora e distribuidora de filmes
  - StudioCanal Home Entertainment (América do Norte, Reino Unido e Irlanda)
  - SAM Productions ApS (Escandinavo)
  - Arthaus (Alemanha)
  - Red Production Company (Reino Unido)
  - Tandem Productions (Alemanha)
- SPI International
  - Dizi
  - Film1
  - FilmBox
  - Kino Polska
  - MediaBox Broadcasting International - canais de televisão temáticos como DocuBox, FashionBox, FightBox e FunBox.
  - Stopklatka.pl
  - Zoom TV

### Canal+
O Canal+ tem operações em França, Polónia, Vietname e Myanmar, através da sua marca principal Canal+. Ele é criptografado durante a maior parte do dia, e os espectadores que desejam assistir à programação mais popular do canal (filmes de lançamentos e esportes ao vivo) devem subscrever o serviço.  Anteriormente, isso envolvia a compra de um decodificador para descriptografar o sinal, mas cada vez mais o Canal+ está sendo oferecido como parte de um pacote multicanal de televisão por satélite ou cabo (conhecido como CanalSat na França.).

#### Operações anteriores
O Canal Plus foi o primeiro canal de TV a cabo a operar no Brasil, em 1989. Operava no MMDS sistema e transmitir parte da programação da ESPN. Suas operações brasileiras foram vendidas para o Grupo Abril em 1991.
O Canal Plus chegou aos países nórdicos em 1997, adquirindo os dois canais FilmNet e renomeando-os. A parte nórdica foi vendida em outubro de 2003 para a Telenor, de propriedade da Canal Digital, e a marca Canal+ foi usada sob licença até 2012, quando os canais foram renomeados C More Entertainment.
Anteriormente, o Canal+ também esteve presente em vários outros países europeus; mas a partir de 2016 está ativo apenas na Polônia e na França.
Canal+ Hi-Tech era um canal de televisão privado na França dedicado à transmissão de filmes em 16:9 proporção e HDTV
Canal+ 16/9 mudou seu nome para Canal+ Hi-Tech em março de 2005. Com essa mudança, o canal ofereceu os mais recentes avanços tecnológicos em termos de imagem e som, principalmente com programas de alta definição. O canal foi excluído ao alternar Canal+ para o formato 16:9.[carece de fontes?]
Canal+ 3D nasceu em 10 de junho de 2010, para transmitir alguns jogos da Copa do Mundo FIFA 2010 em 3D. Transmite regularmente filmes ou eventos esportivos de Canal+ em formato estereoscópico 3D.[carece de fontes?] Ele parou de transmitir em 24 de janeiro de 2012.

### StudioCanal
StudioCanal é uma produtora criada em 1999, associada à NBCUniversal até 2011. Atualmente, o StudioCanal está operando em vários países, como Alemanha, Japão ou Austrália. Para a indústria cinematográfica, é um ator importante a nível europeu.

### Canal+ (provedora)
Anteriormente Canal Satellite Numérique, um distribuidor pago satélite e IPTV (como CanalSAT DSL). Canal+ é um pacote de TV via satélite lançado em 1992. Uma fusão entre CanalSat e TPS começou em 2007, e finalmente cancelada pela Autoridade da Concorrência em 2011. Com o Canal+, a utilização da tecnologia de emparelhamento de cartões (QEV) permite o acesso a diversos canais como, Eurosport, Paris Premiere ou La Chaîne Info.

### M7 Group
M7 Group é um provedor de televisão com sede em Luxemburgo que opera várias plataformas de difusão direta via satélite TV paga: HD na Áustria, Télésat na Bélgica e Luxemburgo, TV Vlaanderen na região Flandres na Bélgica, Skylink na República Tcheca e Eslováquia, Canal Digitaal na Holanda, Focus Sat na Romênia e Direct One na Hungria. Também opera uma plataforma de televisão por assinatura terrestre em Flandres, Bélgica, e oferece serviços multimídia B2B. O Canal+ adquiriu o Grupo M7 por 1,1 bilhão de euros em 12 de setembro de 2019.

### Thema
Thema é uma empresa do Grupo Canal+ que supervisiona a distribuição de serviços de Pay TV em vários países, e é a empresa-mãe de canais como Novelas TV e Nollywood TV. A Thema foi fundada em 2005 por François Thiellet e adquirida pelo Canal+ em 2014.

## Versões internacionais
À medida que o Canal+ foi lançado em novos mercados, a marca foi utilizada em vários países. Ao iniciar canais adicionais, os canais geralmente recebiam nomes codificados por cores, como Canal+ Blue, Canal+ Green, Canal+ Yellow e Canal+ Red. Muitas dessas subsidiárias foram vendidas e, a partir de 2016, apenas o Canal+ polonês é de propriedade parcial do Canal+ francês.
- Canal+ Spain, agora conhecido como #0. Lançado em 1990 em Espanha pela Sogecable como um canal analógico pago, semelhante à versão francesa e polaca. Em 2015 a maior empresa espanhola de telecomunicações Telefónica recebeu a aprovação e fechou a aquisição da Canal+, agora renomeado Movistar+.
- Canal+ Flanders, passou a ser Canal+ quando FilmNet foi comprado. Mais tarde vendido e agora é conhecido como Play More (Telenet, uma subsidiária da Liberty Global).
- Canal+ Belgium, agora conhecido como BeTV. Ele compartilha muitos programas comuns com os canais franceses. É propriedade da VOO, uma telco pública em Valônia.
- Canal+ Netherlands, Filmnet foi renomeado como Canal + em 1997.[18] O Canal+ vendeu os canais mais tarde. Em 2005, os canais foram comprados pela Liberty Global e renomeados para Sport1 e Filme1 em fevereiro de 2006.[19] Sport1 mudou seu nome para Ziggo Sport Total em novembro de 2015,[20] Film1 foi vendido para Sony Pictures Television no mesmo ano.[21] Em 1º de maio de 2019, a Sony anunciou que Film1 fecharia em 1º de agosto de 2019.[22][23] No entanto, foi vendido para SPI International.[24]
- Canal+ Poland, o canal chama-se Canal+ Premium, a plataforma de satélite Plataforma CANAL+.
- Canal+ Escandinávia, lançado como Canal+ em 1997 com a integração dos canais FilmNet. A empresa foi vendida e renomeada C More Entertainment, embora a marca Canal+ ainda fosse usada. Foi adquirido pelo SBS Broadcasting Group em 2005, que foi fundido com o ProSiebenSat.1 Media em 2007. Em 2008, foi feito um acordo para vender os canais ao Grupo TV4. Desde 2012 chama-se C Mais.
- Tele+ Digitale, a filial italiana foi vendida em 2003 para a News Corp. e fundida com a Stream TV, a concorrente direta. Agora, chama-se Sky Italia.
- Premiere, um canal e plataforma de televisão premium alemão lançado em 1990, foi fundado pelo Canal+, Bertelsmann e Kirch. Alguns anos depois, o Canal+ vendeu sua participação na Premiere. É agora conhecido como Sky Deutschland e é propriedade da Sky Group do Reino Unido.
- Movie Network, um serviço de televisão premium australiano lançado em 1995, foi fundado como uma parceria entre Canal+, HBO (uma subsidiária da Time Warner), The Walt Disney Company, MGM/UA e Village Roadshow. Alguns anos depois, o Canal+ desistiu da parceria.
- Canal+ Brasil, uma versão brasileira criada em 1989, não a própria versão, retransmissão da americana ESPN. Transmissões encerradas devido ao lançamento dos provedores de cabo do Brasil em 1991.[25][26]
- Em maio de 2009, K+ fundada pelo Canal+ e VTV foi lançado. K+ traz serviço de TV por satélite de nível nacional e serviço OTT para famílias vietnamitas, oferecendo cinco canais premium e exclusivos,[27] até 170 canais SD e canais HD em todos os gêneros: esportes, filmes, entretenimento geral, notícias, música e documentários.
- Canal+ Horizons, lançado como Canal Horizons em 1990, é o canal na África.
- Canal+ Myanmar, originalmente lançado pelo Forever Group como 4TV em 2006, tornou-se uma joint venture com o Canal+ Group em 2017 e foi renomeado como Canal+ em fevereiro de 2018.
- Canal+ Ethiopia, lançado em 2021.